# Stormregion
Stormregion (Stormregion Szoftverfejleszto Kft.) war ein ungarischer Computerspiele-Entwickler mit Sitz in Budapest, unter anderem bekannt für die Strategiespielreihe Codename: Panzers.
Das Unternehmen konzentrierte sich auf die Entwicklung von 3D-Echtzeit-Strategiespielen. Als technische Grundlage für sämtliche Spiele diente eine eigens entwickelte Spiel-Engine namens „Gepard“, die bereits im ersten Spiel, dem satirischen S.W.I.N.E. (2001), zum Einsatz kam und seitdem kontinuierlich weiterentwickelt wurde. Größere Bekanntheit erlangte Stormregion jedoch erst 2004 mit dem thematisch im Zweiten Weltkrieg angesiedelten Codename: Panzers.
Am 4. Juni 2007 wurde das Unternehmen, das zu dem Zeitpunkt 95 Mitarbeiter beschäftigte und damit zu den größten Spieleentwicklern Ungarns zählte, vom deutschen Spieleentwickler 10tacle Studios aufgekauft. Im August des darauffolgenden Jahres musste 10tacle Studios jedoch Insolvenz anmelden und das ungarische Entwicklerstudio wurde geschlossen. Die ehemaligen Stormregion-Mitarbeiter gründeten daraufhin mit InnoGlow eine neue Firma, welche die Entwicklung an den Stormregion-Projekten (Codename: Panzers – Cold War und Mytran Wars) wieder aufnahm. Beide Titel erschienen schließlich 2009.

Logo von Stormregion (2001)

## Spiele
- S.W.I.N.E. (2001)
- Codename: Panzers (2004)
- Codename: Panzers – Phase 2 (2005)
- Rush for Berlin (2006)
  - Rush for the Bomb (Add-on, 2007)
- Codename: Panzers – Cold War (2009)
- Mytran Wars (Rundenbasiertes Strategiespiel für die PlayStation Portable, 2009)